# باب القصر

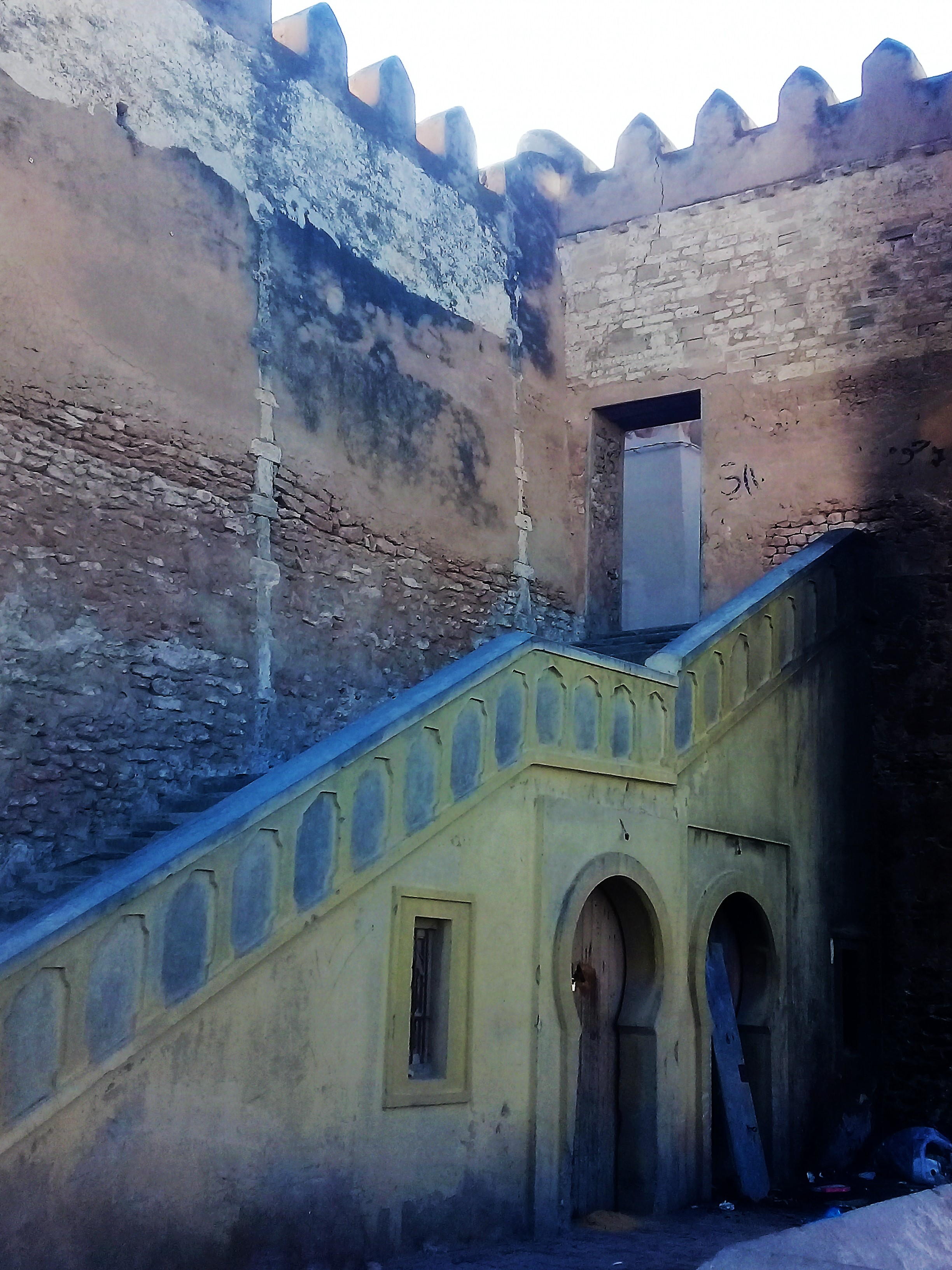
صورة لباب القصر

باب القصر، هو أحد أبواب مدينة صفاقس العتيقة. ويعتبر هذا الباب أحد الأبواب الّتي وقع فتحها في القرن الـ20 لتسهيل اتّصال المدينة العتيقة بما هو خارجها.

## الموقع
يقع غرب السور الشمالي في بداية نهج القصر، و يطل على محطة النقل العمومي بدرج.

## تاريخه
سمّي هذا الباب باسم هذا الرّكن من المدينة الّذي يسمّى القصر، والّذي يعلو بدوره فسقيّة ماء (فسقية الفندري) ملاصقة من الخارج لسور المدينة، تعود إلى العهد الأغلبي.